# San Narciso (Quezon)
Pour les articles homonymes, voir San Narciso.
San Narciso, officiellement la Municipalité de San Narciso est une municipalité de la province de Quezon, aux Philippines.

## Barangays
San Narciso est subdivisée en 24 barangays.
- Abuyon
- Andres Bonifacio
- Bani
- Binay
- Buenavista
- Busokbusokan
- Calwit
- Guinhalinan
- Lakdayan
- Maguiting
- Manlampong
- Pagkakaisa (Poblacion (en))
- Maligaya (Poblacion (en))
- Bayanihan (Poblacion (en))
- Pagdadamayan (Poblacion (en))
- Punta
- Rizal
- San Isidro
- San Juan
- San Vicente
- Vigo Central
- Villa Aurin (Pinagsama)
- Villa Reyes
- White Cliff

## Démographie
Selon le recensement de 2020, San Narciso compte 51 058 habitants.